# Raffiella Chapman
Raffiella Chapman (* 11. Oktober 2007 in Hastings, England) ist eine britische Kinderdarstellerin mit italienischen Wurzeln.

## Leben
Raffiella Chapman ist die Tochter des Schauspielers Dom Chapman und der Drehbuchautorin Emilia di Girolamo.

## Filmografie
- 2013: Law & Order: UK (Fernsehserie, Episode 7x01)
- 2014: Die Entdeckung der Unendlichkeit (The Theory of Everything)
- 2016: Die Habenichtse
- 2016: Die Insel der besonderen Kinder (Miss Peregrine’s Home for Peculiar Children)
- 2022: Vesper Chronicles